# 文茨維爾鎮區 (密蘇里州聖查爾斯縣)
文茨維爾鎮區（英語：Wentsville Township）是位於美國密蘇里州聖查爾斯縣的一個行政鎮區。

## 地方資料
文茨維爾鎮區的面積為215.13平方千米，當中陸地面積為214.91平方千米，而水域面積為0.22平方千米。根據2020年美國人口普查的數據，當地共有人口54541人，而人口密度為每平方千米253.53人。